# Mnemotechnika
Mnemotechnikán vagy mnemonikán az emlékezést segítő módszereket értünk. Az ezekhez használt kulcsszavakat, képeket memoriternek nevezzük.
A memoriter vagy angolul mnemonic (IPA: [nəˈmɑnɪk], magyaros formában mnemonik), olyan betű- vagy mozaikszó, amely:
- vagy egy meglévő értelmes szó alkotó betűinek szavakra bontásából ered,
- vagy több összetartozó fogalom, nyelvi elem (például elv) együttes megjegyzése érdekében az alkotó tagok kezdőbetűiből készített újabb értelmes (létező) szó,
- vagy pedig más módon segíti hangalakjával másvalami megjegyzését (például morzekódok).

Az angolok igen kedvelik ezt a pedagógiai, emlékezetsegítő eszközt, használata széles körben elterjedt, sőt vicceket is csinálnak belőle találós kérdés formájában (lásd alább).

## Eredete, haszna
A memoriterek gyakran csak szóbelileg (kiejtve) léteznek, néha versbe szedve, és arra használják őket, hogy több elemet (egy listát) megjegyezzenek segítségükkel. Nemcsak az ismétlés révén segítenek emlékezni tényekre, hanem a könnyen megjegyezhető, elemeire felbontható szó, és az elemekhez kapcsolódó adat lista közti asszociációk révén is.
Elméleti alapja az, hogy az emberek könnyebben fel tudnak idézni térbeli pontokhoz kötött, személyekhez vagy egyéb „értelmes”, könnyű jelentéssel bíró elemhez kötődő információkat, mint az egymáshoz nem kapcsolódó értelmetlen sorozatokat. Az angol mnemonic szó etimológiája a Mnémoszüné nevű titántól származik, aki az emlékezet megtestesítője volt a görög mitológiában.
Nemcsak a szóbeli kultúrában volt nagy szerepe (lásd alább), de ma is növekszik a használata a forgalomban lévő szavak óriási mennyisége miatt.
„Wood úgy vélekedett, hogy Homérosz nem volt írástudó, és hogy emlékezőtehetsége tette számára lehetővé a költemények megalkotását. Wood arra a meglepő megállapításra jutott, hogy a memória egészen más szerepet játszott a szóbeli kultúrában, mint az írásbeli kultúrában. Noha Wood nem tudott magyarázatot adni arra, hogy a homéroszi mnemonika miként működött, azt sugallja számunkra, hogy a homéroszi költemények erkölcsi világképe inkább tekinthető népiesnek, semmint írásbeli műveltségen alapulónak. Jean-Jacques Rousseau Père Hardouinre hivatkozva (Adam Parry egyiküket sem említi) igen valószínűnek tartotta azt, hogy Homérosz és görög kortársai még nem voltak írástudók. [5]”

## Láncmódszer, asszociációs láncok
A mnemotechnika klasszikus módszerei szerint az ember a megjegyzendő adatokat láncszerűen egymáshoz fűzi. Kitalál egy történetet, amiben az adatok a megfelelő sorrendben következnek egymás után. Ennek az a veszélye, hogy ha a lánc egy eleme mégis elfelejtődik, akkor a lánc megszakad. Speciális módszerekkel azonban ez a veszély csökkenthető.
A módszerek olyan területeken alkalmazhatók, ahol minden kulcsszóra a megfelelő sorrendben kell emlékezni. A legelterjedtebbek a szám-szimbólum rendszer, a betű-rendszer, és a helyek módszere, ami ezek közül a legrégibb módszer.

### Nyelv- és szótanulás
Választunk egy, a megtanulandó szóhoz hasonló hangzású kulcsszót. Emlékeztetőül képet is alkotunk a kulcsszó és a megtanulandó szó jelentéséből.Például az angol curtain szó megjegyzése: körtemintás függöny felidézésével.

### Szám-szimbólum rendszer
Ebben a rendszerben minden számnak megfelel egy kép. Az egyes képek valahogy kapcsolódnak az egyes számokhoz, például lehet az egy megfelelője gyertya, a kettőé hattyú, a háromé három ágú szigony, a négyé lóhere, és így tovább. A fő szabály: a kapcsolat legyen elég erős, hogy az alkalmazó el ne téveszthesse a sorrendet.
Memorizáláskor az egyes megjegyzendő adatokról alkotott képzetet a számnak megfelelőn képpel egy képbe kell foglalni. Ez legyen minél képszerűbb. A tartalom lehet akármilyen értelmetlen, vagy furcsa; sőt egyes ajánlások szerint az a jó, ha furcsa, mert még az is segít megjegyezni a képet (Restorff-hatás). Felidézéskor sorra kell venni az egyes számoknak megfelelő képeket, és azok alapján rekonstruálni a felidézendő adatokat.
A fogalmakról sokszor nehéz képzetet alkotni. Ilyenek a hit, a szeretet, és a remény. Itt lehet a hit jelképe egy térdelve imádkozó hívő, a szereteté egy egymást átkaroló pár, és így tovább. A relativitáselméletet jelképezheti Einstein arcképe. Ha ez a negyedik a listán, akkor el lehet képzelni Einstein képét egy négylevelű lóherén. Persze az absztrakt fogalmakhoz még azt is meg kell jegyezni, hogy a fogalomról van szó, különben lehet, hogy a konkrét dolgot sikerül felidézni.
Az ókori görögöknek könnyebb volt az absztrakt fogalmakkal, mert szinte mindegyiknek megvolt a maga istene. Például minden művészetnek volt múzsája. A háborút Arész jeleníthette meg, és így tovább.
Egy hasonló eljárás a szám-rím rendszer, ahol a képek a számokra rímelő szavakhoz kapcsolódnak.
Mindkét rendszer kombinálható a helyek módszerével.

### Ábécé-módszer
Az ábécémódszer a szám-szimbólum rendszerhez hasonló rendszer, amiben a számok helyett a betűkhöz kapcsolnak képeket. Ezekhez jól képesíthető szavakat keresnek, amik az adott betűvel kezdődnek. Ajánlják, hogy a felidézést segítő kép minél több érzékhez kötődjön, és ne csak látvány legyen.
Van egy módszer, ami számok és betűk között teremt kapcsolatot. Itt a képek ismét a számoknak felelnek meg. A megjegyzendő szavakat először számokká, majd képsorrá alakítják. Akkor hasznos, ha olyan számokat vagy betűsorokat kell megjegyezni, amikre gyakran van szükség: telefonszámok, igazolványszámok, jelszavak. A rendszer titkosírásként is szolgálhat. Ezt a módszert elsőként Stannislaus Mink von Wennsheim írta le a XVIII. század elején. Dr. Richard Grey 1730-ban egy bonyolultabb rendszert jelentetett meg, amiben magán- és mássalhangzókat is használt.

### Zene
A zenetanulásban is hasznosak lehetnek az efféle módszerek. Példa: a keresztes dúr hangnemekhez: Cérna Géza diót árul, ezért helypénzt fiszet cisz. Német nyelvű példa a kvintkörhöz: „Geh Du Alter Esel Hole Fische“ (Menj te öreg szamár, hozz halat). Szükséges, hogy megfelelő szavakat válasszunk, hogy felidézéskor ne tévedjünk.

### A helyek módszere
A helyek módszere, más néven Ars memoriae (az emlékezés művészete) hasznosítja az emberi agy hajlamát a térben elhelyezett részletekre emlékezre. Alkalmazója először részletesen megjegyez egy nagy épületet; ez a mnemonikus palota. Ezután a megjegyzendő dologról szemléletes képet alkot, és elhelyezi a mnemonikus palotában. Felidézéskor gondolatban bejárja az épületet, és sorra veszi az egyes jelképeket. Ez egy gyakori technika volt az ókortól a reneszánszig a szónokoknál és a prédikátoroknál.
Az angol nyelv máig őrzi ennek a módszernek az emlékét: 
- elsőként: in the first place
- másodikként: in the second place
- és így tovább

Az emlékezőművészek máig alkalmazzák ezt a módszert. Solomon Serasevszkij, aki nem tudott feledni, vagy Dominic O'Brien, a nyolcadik memóriabajnok éppúgy, mint Andi Bell.

## A memorizálás alapelvei
Az emlékezet bizonyos elvek mentén működik, amik a memorizálásban is alkalmazhatók:
- Fantázia
- Minél több érzék használata
- Sorozat és rendezés
- Mozgás, képek helyett film
- Erotika, szexszel kapcsolatos elképzelések
- Számozás
- Pozitív képzetek: a negatív képzeteket hajlamosak vagyunk elfojtani
- Színgazdagság
- Asszociáció
- Kódok
- Humor
- Mélyebb benyomások

### Mnemotechnikai faktorok
- Fantázia, új nézőpont, kreativitás
- Vizualizáció, egy folyamat tudatos elképzelése
- Logika, rendszerfelismerés, a rendszer megtalálása egy bonyolult helyzetben
- Érzelem: a legerősebb tényező
- Transzformáció, absztrakt fogalmak képszerűsítése
- Lokalizáció, különösen a helyek módszeréhez
- Asszociáció, szabad képzettársítás

## Találós kérdések memoriterekkel
Mi a feloldása a következő memoriternek: ASSUME?
"The use of the word ASSUME makes an ASS of U (You) and ME."
(magyarul:
A: Én azt hittem… (I assumed)
B: Hinni a templomban kell, pajtás.)
"Mi a feloldása a BOAC betűszónak? (a BOAC már nem létező brit légitársaság)"
"Bloody Oful Airline Company"

### Szám-szimbólum rendszer
- Tony Buzan; Mosaik bei Goldmann (Hrsg.): Nichts vergessen!. 15 Auflage. Random House, München, August 2000 (Originaltitel: Use Your Memory), ISBN 978-3-442-10385-0

### Tankönyvek
- Tony Buzan: Nichts vergessen! Kopftraining für ein Supergedächtnis. 11. Auflage. Goldmann, München, 2000. ISBN 978-3-442-10385-0
- Luise M. Sommer: Gutes Gedächtnis leicht gemacht: die besten Merktipps von A–Z. Krenn, Wien, 2003. ISBN 978-3-902351-19-7
- Christiane Stenger: Warum fällt das Schaf vom Baum? Gedächtnistraining mit der Jugendweltmeisterin. Campus, Frankfurt am Main, 2004. ISBN 978-3-593-37455-0
- Gunther Karsten: Erfolgsgedächtnis: Wie Sie sich Zahlen, Namen, Fakten, Vokabeln einfach besser merken. Goldmann, München, 2002. ISBN 978-3-442-39035-9
- Reinhold Vogt: Gedächtnistraining in Frage & Antwort – mit 22 Lern- bzw. Einprägungs-Experimenten. Junfermann, Paderborn, 2007. ISBN 978-3-87387-685-9
- Jens Seiler: Was tun? Mein Kind braucht ein gutes Gedächtnis. AOL-Verlag ISBN 3-89111-486-9

### A mnemotechnika története
- Frances A. Yates: Gedächtnis und Erinnern. Mnemonik von Aristoteles bis Shakespeare. 3. Auflage. Akademie Verlag, Berlin, 1994. ISBN 978-3-05-002617-6
- Frances A. Yates: The Art of Memory. The University of Chicago Press, Chicago, 2001. ISBN 9780226950013
- Jörg Jochen Berns, Wolfgang Neuber (Hrsg.): Documenta Mnemonica. Text- und Bildzeugnisse zu Gedächtnislehren und Gedächtniskünsten von der Antike bis zum Ende der Frühen Neuzeit. Band II: Das enzyklopädische Gedächtnis der Frühen Neuzeit. Enzyklopädie und Lexikonartikel zur Mnemonik. (Frühe Neuzeit 43) Niemeyer, Tübingen, 1998 ISBN 978-3-484-36543-8.
- Ulrich Voigt: Esels Welt. Mnemotechnik zwischen Simonides und Harry Lorayne. Likanas Verlag, 2001. ISBN 978-3-935498-00-5

## Külső hivatkozások
- Use mnemonics to learn English
- 010 Memorizer (commercial software for memorizing numbers)
- Homepage of the World Memory Championships
- Mick Curtis memory techniques A practical memory course.
- The Memory Page: Tutorials and tips on how to improve your memory.
- Tools for Improving Your Memory from Mind Tools